# パパロア国立公園
パパロア国立公園（Paparoa National Park）は、ニュージーランド・南島西部・ウェストコースト地方にある国立公園である。

## 概要
南島の西部に位置する。1987年に開設された。ウェストコースト地方最大の都市であるグレイマウスと第2の都市ウェストポートの中間に位置し、両都市を結び、海岸線を走る国道67号線に隣接する。
国立公園の地形は、パパロア山脈と呼ばれる山塊で構成される。また、海岸線は、カルストが形成されている。

## 生態系

### 植物相
パパロア国立公園にはさまざまな植物が自生している。足す満開に近い海岸部では、広葉樹林が支配的であり、また、気候が温暖なことから、ヤシの仲間であるナガバハケヤシ（マオリ語: nīkau ニカウ; 学名: Rhopalostylis sapida）も自生する。温暖な場所や低地ではナンキョクブナ科のレッドビーチ（英語: red beech; 学名: Nothofagus fusca）やシルバービーチ（英語: silver beech; 学名: Nothofagus menziesii）、マキ科のリム（マオリ語: rimu; 学名: Dacrydium cupressinum、シノニム: Podocarpus cupressinum）の混合林である。

### 動物相

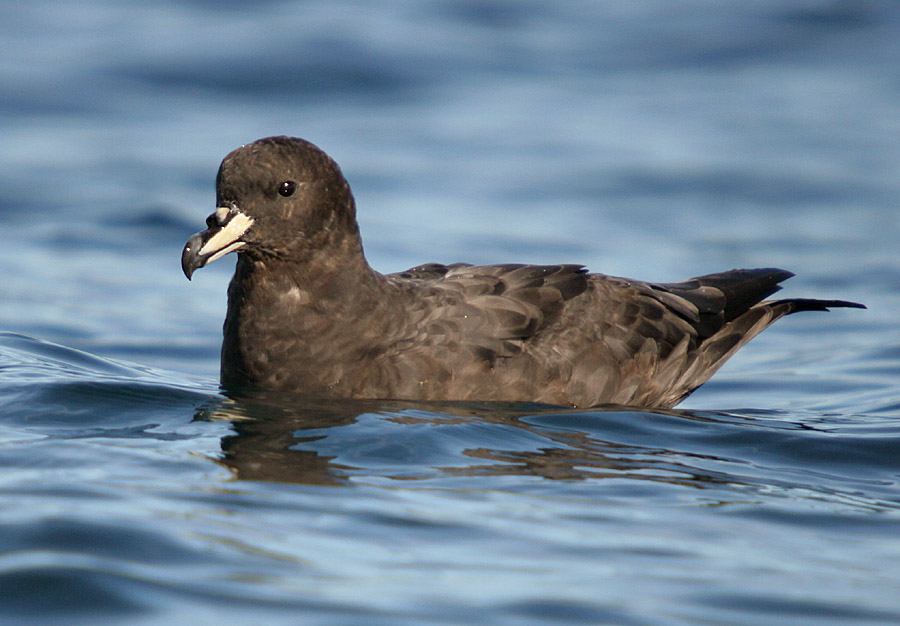
ウエストランドクロミズナギドリ

パパロア国立公園では、野鳥の楽園である。確認されているだけでも、エリマキミツスイ、ニュージーランドミツスイ、ニュージーランドバト、オオマダラキーウィが生息している。
パパロア国立公園で、特筆すべき種として挙げられるのが、ウエストランドクロミズナギドリ（マオリ語でTiti）である。生涯の多くを洋上で過ごすウエストランドクロミズナギドリは、繁殖の時期のみ、パパロア国立公園で生活する。ウエストランドクロミズナギドリのコロニーは地球上でも、パパロア国立公園内のみにしか確認されていない。

## アクティビティ
トレッキング（ニュージーランド英語でトランピング）をパパロア国立公園でも楽しむことができる。ニュージーランド国内に9ヶ所あるニュージーランド・グレート・ウォークスは無いものの、パパロア国立公園のカルスト地形の代表格であるパンケーキ・ロックスを訪問するトレッキングルートをはじめとして、複数の初心者向けのトレッキングコースが整備されている。
それ以外のアクティビティは、ニュージーランドの国立公園の中では、数少ない洞窟探検を楽しむことができる。